# Siebenbrunn (Gemeinde Hartberg Umgebung)
Siebenbrunn ist eine Ortschaft und Katastralgemeinde der Gemeinde Hartberg Umgebung in der Steiermark.
Das Dorf befindet sich südlich der Stadt Hartberg und damit am Beginn des Oststeirischen Hügellandes, das sich bis zur Mur zieht. Das Dorf verfügt über eine halbmondförmiger Zeilung der Höfe und Fluren und umfasste ursprünglich vermutlich sieben Höfe. Gegründet wurde das Dorf um 1190 durch die Herren von Neuberg. 1850 wurde das Dorf der Gemeinde Mitterdombach zugeschlagen und ist seit 1969 eine Ortschaft in der neu gegründeten Gemeinde Hartberg-Umgebung.
In den Sommermonaten des Jahres 1944 wurden ungarische Juden bei einem Landwirt als Zwangsarbeiter eingesetzt.